# سانگوله
سانگوله (به لهستانی:  Sągole) یک روستا در لهستان است که در گمینا کوسوف لاتسکی واقع شده‌است.